# Nomenclature des météorites
Ne doit pas être confondu avec Classification des météorites.
La nomenclature des météorites est l'ensemble des règles applicables à la dénomination d'une météorite. Une météorite est généralement nommée d'après une localité ou un lieu géographique proche de l'endroit de sa chute ou de sa découverte. Depuis les années 1970, le nom d'une météorite lui est donné officiellement par la Meteoritical Society, après délibération du  Committee on Meteorite Nomenclature (« Comité de nomenclature des météorites »). Fin juin 2021, la base de données de la Meteoritical Society répertorie 65 752 noms de météorites validés et 7 601 noms provisoires.

## Principe général
Le nom français d'une météorite peut présenter deux formes principales :
- une forme « météorite de X » (dans un texte non spécialisé) ou simplement « X » (dans un texte scientifique consacré à une ou plusieurs météorites)[a], où X correspond au nom du lieu éponyme. Exemple : « météorite de Juvinas » ou simplement « Juvinas » (du nom du village d'Ardèche Juvinas en France) ;
- une forme « météorite X n » ou simplement « X n », où X correspond au nom du lieu éponyme (in extenso ou en abrégé) et n est un numéro d'ordre. Exemple : « Allan Hills 84001 » ou simplement « ALH 84001 » (pour des collines Allan Hills ou ALH de la chaîne Transantarctique, où n = 84001 parce que cette météorite est la première trouvée dans ces collines en 1984).

## Règles de dénomination
- Unicité : un seul et même nom s'applique à tous les fragments provenant de la chute d'un même météoroïde ou d'une pluie de météores (quand le météoroïde s'est fragmenté au cours de sa traversée de l'atmosphère). Deux météorites ne provenant pas d'une même chute doivent recevoir des noms différents.
  - S'il n'est pas certain que deux météorites proviennent d'une même chute, elles reçoivent des noms différents.
  - Si l'on démontre que plusieurs météorites (nommées séparément) proviennent d'une même chute, un seul nom est conservé et les autres sont officiellement abandonnés (ils deviennent des synonymes non officiels).
- Pérennité : le nom d'une météorite reste inchangé, même si le nom de la localité éponyme change ou qu'il a été mal orthographié. Les noms antérieurs à l'établissement d'une règlementation internationale sont également conservés, même quand ils n'obéissent pas aux règles actuelles.
- Choix du nom : les noms autorisés sont ceux de lieux géographiques (rivières, montagnes, lacs, golfes, îles, etc.), d'entités administratives (villes, comtés, États, provinces, etc.) ou de sites d'activités humaines pérennes (parcs, mines, sites historiques, gares de chemin de fer, etc.), à la condition que le nom n'ait pas déjà été employé pour une autre météorite.
  - Quand on ne peut pas éviter une homonymie, une précision est ajoutée entre parenthèses. Exemple : « météorite d'Edmonton (Kentucky) » et « météorite d'Edmonton (Canada) ».
  - Quand deux météorites différentes ont été trouvées à proximité d'une même localité et qu'on ne trouve pas d'autre solution, on précise entre parenthèses l'année de découverte (exemple : « météorite de Wethersfield (1971) » et « météorite de Wethersfield (1982) ») ou bien, si ce sont des découvertes concomitantes, on ajoute une lettre minuscule entre parenthèses (exemple : « météorite de Kress (a) » et « météorite de Kress (b) »).
  - « Collections denses » : quand un grand nombre de météorites sont trouvées dans une même région (notamment quand les lieux remarquables y sont rares, comme en Antarctique et au Sahara), elles reçoivent le nom de la région, suivi pour chaque météorite d'une espace et d'un numéro d'ordre (exemple : « Allan Hills 84001 »). Le nom peut être abrégé (exemple : « ALH 84001 »).
  - Quand la provenance d'une météorite est inconnue ou controversée, la météorite reçoit le nom « Nova nnn », où nnn est le premier nombre de trois chiffres disponible.
- Synonymes : (1) dans les rares cas où le nom d'une météorite est supprimé (notamment quand on découvre qu'elle provient de la même chute qu'une autre météorite nommée antérieurement), cet ancien nom devient un synonyme ; (2) quand une ou des découvertes nouvelles entraînent l'utilisation d'un nom préexistant suivi d'une espace et d'une lettre minuscule entre parenthèses ou d'un numéro d'ordre, la météorite préexistante garde son nom, mais ce nom suivi d'une espace et de « (a) » ou « 001 » devient un synonyme (pour les nouvelles météorites la numérotation commence à « (b) » ou « 002 ») ; (3) certaines météorites ont un surnom ne se conformant pas aux règles (exemple : « Black Beauty »), qui est alors considéré comme un synonyme. Dans tous les cas, l'usage d'un synonyme est déconseillé, et un nom supprimé ne doit pas être réutilisé pour une nouvelle météorite.

## Collections denses
Les « collections denses » sont les collections de météorites trouvées dans des régions où elles sont en grand nombre (ou risquent de l'être) et où les lieux remarquables sont rares, comme en Antarctique et au Sahara. La délimitation géographique, le nom et l'abréviation du nom de ces collections denses sont, comme les autres noms de météorites, définis par la Meteoritical Society.
| Nom officiel         | Abréviation | Nombre de météorites | Lieu éponyme                                                                    | Zone géographique       |
| -------------------- | ----------- | -------------------- | ------------------------------------------------------------------------------- | ----------------------- |
| Abar al' Uj          | AaU         | 42                   | Abar al' Uj (Ach-Charqiya, Arabie saoudite)                                     | Péninsule arabique      |
| Acfer                |             | 401                  | Acfer (wilaya de Tamanrasset, Algérie)                                          | Sahara                  |
| Adrar                |             | 11                   | Adrar (wilaya d'Adrar, Algérie)                                                 | Sahara                  |
| Aguemour             |             | 17                   | Aguemour (wilaya de Tamanrasset, Algérie)                                       | Sahara                  |
| Al Hawaya            |             | 10                   | Al Hawaya (Ach-Charqiya, Arabie saoudite)                                       | Péninsule arabique      |
| Al Huqf              | AH          | 33                   | Al Huqf (Al-Wusta, Oman)                                                        | Péninsule arabique      |
| Al Huwaysah          |             | 19                   | Al Huwaysah (Ad Dhahirah, Oman)                                                 | Péninsule arabique      |
| Alatage Mountain     | AM          | 47                   | Mont Alatage (district de Yizhou, Xinjiang, Chine)                              | Désert de Gobi          |
| Allan Hills          | ALH         | 1 845                | Collines d'Allan                                                                | Chaîne Transantarctique |
| Aridal               |             | 17                   | Aridal (Sahara occidental)                                                      | Sahara                  |
| Asuka                | A           | 3 616                | Station Asuka (en)                                                              | Antarctique oriental    |
| Bates Nunataks       | BTN         | 15                   | Bates Nunataks (en) (glacier Byrd)                                              | Chaîne Transantarctique |
| Bir Zar              | BiZ         | 10                   | Bir Zar (gouvernorat de Tataouine, Tunisie)                                     | Sahara                  |
| Black Rock           |             | 10                   | Désert de Black Rock (Nevada, États-Unis)                                       | Basin and Range         |
| Bluewing             |             | 19                   | Monts Bluewing (en) (Nevada, États-Unis)                                        | Basin and Range         |
| Calama               |             | 160                  | Calama (province d'El Loa, Chili)                                               | Désert d'Atacama        |
| Calate               |             | 32                   | Calate (province du Tamarugal, Chili)                                           | Désert d'Atacama        |
| Caleta el Cobre      | CeC         | 60                   | Caleta el Cobre (province de Cordillera, Chili)                                 | Désert d'Atacama        |
| Catalina             |             | 388                  | Catalina (es) (province d'Antofagasta, Chili)                                   | Désert d'Atacama        |
| Chug Chug            |             | 98                   | Chug Chug (province de Tocopilla, Chili)                                        | Désert d'Atacama        |
| Cook                 |             | 13                   | Cook (Eyre Western (en), Australie-Méridionale)                                 | Désert australien       |
| Coyote Dry Lake      | CyDL        | 84                   | Lac des Coyotes (en) (comté de San Bernardino, Californie, États-Unis)          | Désert des Mojaves      |
| Cuddeback Dry Lake   | CdDL        | 30                   | Lac Câlin (en)(comté de San Bernardino, Californie, États-Unis)                 | Désert des Mojaves      |
| Cumulus Hills        | CMS         | 79                   | Collines des Cumulus (en)                                                       | Chaîne Transantarctique |
| Dar al Gani          | DaG         | 1 059                | Dar al Gani (de) (district d'Al Djoufrah, Libye)                                | Sahara                  |
| Daraj                |             | 63                   | Daraj (de) (district de Ghadamis (en), Libye)                                   | Sahara                  |
| David Glacier        | DAV         | 10                   | Glacier David                                                                   | Chaîne Transantarctique |
| Deakin               |             | 10                   | Deakin (en) (Australie-Occidentale)                                             | Désert australien       |
| Derrick Peak         | DRP         | 27                   | Pic Derrick (en) (Glacier Hatherton (en))                                       | Chaîne Transantarctique |
| Dhofar               | Dho         | 2 022                | Gouvernorat de Dhofar (Oman)                                                    | Péninsule arabique      |
| Dominion Range       | DOM         | 2 167                | Chaînon Dominion (chaîne de la Reine-Maud)                                      | Chaîne Transantarctique |
| El Atchane           |             | 18                   | El Atchane (Ouargla, Algérie)                                                   | Sahara                  |
| El Médano            | EM          | 477                  | El Médano (province d'Antofagasta, Chili)                                       | Désert d'Atacama        |
| El-Shaikh Fadl       | ESF         | 10                   | El-Shaikh Fadl (Al Bahr al Ahmar, Égypte)                                       | Désert de Nubie         |
| Elephant Moraine     | EET         | 2 555                | Moraine de l'Éléphant (en) (glacier Mawson)                                     | Antarctique oriental    |
| Forrest              |             | 43                   | Forrest (en) (Australie-Occidentale)                                            | Désert australien       |
| Frontier Mountain    | FRO         | 837                  | Mont Frontière (en) (terre Victoria)                                            | Antarctique oriental    |
| Graves Nunataks      | GRA         | 366                  | Nunataks de Graves (en) (chaîne de la Reine-Maud)                               | Chaîne Transantarctique |
| Great Sand Sea       | GSS         | 31                   | Grande mer de sable (gouvernorat de la Nouvelle-Vallée, Égypte)                 | Sahara                  |
| Grosvenor Mountains  | GRO         | 612                  | Chaîne Grosvenor                                                                | Chaîne Transantarctique |
| Grove Mountains      | GRV         | 4 017                | Monts Grove (en) (terre de la Princesse-Élisabeth)                              | Antarctique oriental    |
| Hami                 |             | 20                   | Désert de Hami (en) (préfecture de Hami, Xinjiang, Chine)                       | Désert de Gobi          |
| Hammadah al Hamra    | HaH         | 344                  | Hammada al-Hamra (de) (Nord-Ouest de la Libye)                                  | Sahara                  |
| Harper Dry Lake      | HrDL        | 29                   | Lac Harper (en) (comté de San Bernardino, Californie, États-Unis)               | Désert des Mojaves      |
| Hughes               |             | 61                   | Port Hugues (en) (plaine de Nullarbor, Australie-Méridionale)                   | Désert australien       |
| Ilafegh              |             | 18                   | Ilafegh (wilaya d'Adrar, Algérie)                                               | Sahara                  |
| Iran                 |             | 15                   | Iran                                                                            |                         |
| Johannessen Nunataks |             | 20                   | Nunataks de Johannessen (en) (terre Victoria)                                   | Chaîne Transantarctique |
| Jungo                |             | 16                   | Jungo (en) (Nevada, États-Unis)                                                 | Basin and Range         |
| Kerman               |             | 256                  | Comté de Kerman (en) (province de Kerman, Iran)                                 |                         |
| Khawr al Fazra       | KaF         | 22                   | Khawr al Fazra (Ach-Charqiya, Arabie saoudite)                                  | Péninsule arabique      |
| Ksar Ghilane         | KG          | 21                   | Ksar Ghilane (Gouvernorat de Tataouine, Tunisie)                                | Sahara                  |
| LaPaz Icefield       | LAP         | 1 675                | Champ de glace LaPaz (escarpement Pecora (en))                                  | Chaîne Transantarctique |
| Larkman Nunatak      | LAR         | 1 020                | Nunatak Larkman (en) (chaîne Grosvenor)                                         | Chaîne Transantarctique |
| Last Stand Lake      | LSL         | 11                   | Last Stand Lake (comté de Nye, Nevada, États-Unis)                              | Basin and Range         |
| Lewis Cliff          | LEW         | 1 960                | Falaise Lewis (en) (Névé Walcott (en), chaînon de la Reine-Alexandra)           | Chaîne Transantarctique |
| Limón Verde          |             | 15                   | Colline du Citron vert (Calama, province d'El Loa, région d'Antofagasta, Chili) | Désert d'Atacama        |
| Lop Nur              |             | 15                   | Lob Nor (préfecture de Bayin'gholin, Xinjiang, Chine)                           | Désert du Taklamakan    |
| Northwest Africa     | NWA         | 12 128               | Afrique du Nord-Ouest                                                           | Sahara                  |
| Sierra Gorda         | SG          | 54                   | Sierra Gorda (Chili)                                                            | Désert d'Atacama        |
| Yamato               | Y           | 13 716               | Glacier Yamato (en) (Chaîne de la Reine-Fabiola)                                | Antarctique oriental    |